# Empire Central
Empire Central è il quindicesimo album in studio e settimo album dal vivo del gruppo musicale jazz statunitense Snarky Puppy, pubblicato il 30 settembre 2022 dalla GroundUp Music. Ha vinto il Grammy Award al miglior album strumentale contemporaneo al Grammy Awards 2023.

## Descrizione

### Registrazione
Empire Central è stato registrato dal vivo di fronte a un pubblico in studio nel corso di sette giorni presso la Deep Ellum Art Company, uno spazio riconvertito a Dallas, in Texas.

### Tematiche
L'album fa omaggio alla storia ricca della musica nera in Dallas. Il frontman del gruppo musicale Michael League, ha menzionato la musica gospel e R&B come ciò che ha solidificato il suono distintivo della band, pur essendosi fondata alla University of North Texas, che è situata a 40 chilometri da Dallas.

## Tracce
CD 1
1. Keep It On Your Mind – 5:30 (Michael League)
2. East Bay – 5:11 (Chris Bullock)
3. Bet – 5:33 (Michael League)
4. Cliroy – 4:45 (Jay Jennings)
5. Take It! (feat. Bernard Wright) – 6:39 (Bobby Sparks)
6. Portal – 5:12 (Marcelo Woloski)
7. Broken Arrow – 7:19 (Justin Stanton)
8. RL's – 9:22 (Michael League)

Durata totale: 49:31
CD 2
1. Mean Green – 4:54 (Nate Werth)
2. Fuel City – 4:52 (Bill Laurance)
3. Free Fall – 3:50 (Justin Stanton)
4. Belmont – 6:29 (Michael League)
5. Pineapple – 4:56 (Mike Maher, Michael League)
6. Honiara – 6:50 (Zach Brock, Michael League, Mike Maher)
7. Coney Bear – 5:16 (Bob Lanzetti)
8. Trinity – 7:54 (Mark Lettieri)

Durata totale: 45:01